# Крупське (Стрийський район)
Кру́пське — село в Україні, у Стрийському районі Львівської області. Населення становить 1494 особи.

## Розташування
Розташоване на лівому березі Дністра за одинадцять кілометрів від колишнього районного центру. З півночі над ним піднімається на висоту 397 метрів над рівнем моря гора Крупська.

## Населення

### Мова
Розподіл населення за рідною мовою за даними перепису 2001 року:
| Мова            | Кількість | Відсоток |
| --------------- | --------- | -------- |
| українська      | 1487      | 99.53%   |
| російська       | 5         | 0.33%    |
| циганська       | 1         | 0.07%    |
| інші/не вказали | 1         | 0.07%    |
| Усього          | 1494      | 100%     |

## Історія
Перша письмова згадка про село сягає 1394 року. 5 червня 1462 року село Крупсько, Березина і поле Розділ були надані Казимиром IV в управління шляхтичам Бидловським, а в 1569 році ці місцевості перейшли до Чернієвського.
У податковому реєстрі 1515 року в селі документується піп (отже, уже тоді була церква), млин, а село було спалене волохами і татарами. З 1578 року Крупськом та Березиною володів П.Чарторийський. Обидва ці села займали 12 ланів землі (близько 240 га). Восени 1648 році Крупсько було цілком знищене татарами.
Напад нацистської Німеччини на Польщу селянство краю, у тому числі й села Крупського, використало як сигнал до повстання проти польської влади. Озброєні косами, пилами, сокирами, селяни розігнали місцеву владу і рушили на Розділ, де вдалося їм захопити трохи зброї. Незабаром повстання охопило Березину, Пісочну, Надітичі та інші села. На його придушення із Жидачева було послано каральний загін, який складався з поліції, осадників і частини війська. Вночі карателі увірвалися у Крупсько і почали жорстоку розправу з повстанцями. Село було спалене, а кількох повстанців після катувань заколено багнетами.

## Персоналії
- Текля Юневич (1906 - 2022) — супердовгожителька, народилася у селі ще за Австро-Угорщини.